# Ritratto di Carlo IV, re di Spagna
Il Ritratto di Carlo IV, re di Spagna è un dipinto olio su tela di Francisco Goya, realizzato alla fine del XVIII secolo e conservato all'interno del Museo nazionale di Capodimonte, a Napoli.

## Storia e descrizione
L'opera è stata realizzata alla fine del XVIII secolo al fine di ritrarre il re Carlo IV di Spagna: a questa è affiancato un dipinto della moglie; i due ritratti arrivano a Napoli per volere della figlia dei sovrani, Maria Isabella di Borbone-Spagna, e conservate all'interno della quadreria privata della reggia di Capodimonte, dove sono ancora esposte, all'interno della sala 33, in quella che poi è divenuta la sezione dell'Appartamento Reale del Museo di Capodimonte. La tela, ritenuta per diverso tempo una copia autografa del Goya realizzata da Agustín Esteve, è stato poi definitivamente attribuita al pittore spagnolo, il quale realizzò, in quanto artista di corte, numerose opere ritraenti la famiglia reale, esposte in larga parte al Museo del Prado di Madrid.
Nella tela, il pittore è alla costante ricerca di ritrarre una somiglianza sia fisica che caratteriale: il risultato tuttavia è impietoso. Il re è raffigurato con occhi inespressivi e un finto sorriso, simbolo di una dinastia ormai in decadenza: è vestito in abiti da cacciatori, adornato con la fascia dell'Ordine di Carlo III e San Gennaro, da cui traspare il fisico grasso e apatico e si poggia al suo fucile; in primo piano il cane da caccia, mentre sullo sfondo, appena sfumato, un albero ed un paesaggio collinare.